# Илия Аргиров
 Тази статия е за певеца.  За революционера със същото име вижте Илия Кърчовалията.  
Илия Аргиров е изтъкнат български народен певец от Македонската фолклорна област и един от емблемите на тази област.

## Биография
Илия Аргиров е роден на 19 март 1932 година в град Свети Врач, сега Сандански. Таланта и уменията си наследява от майка си – надарена певица с огромен песенен репертоар. Първите изяви на Илия Аргиров са като самодеен изпълнител на песни от Пиринския край. От 1950 г. започва да се занимава с народна музика на професионална сцена. Професионалният му път започва от Военния ансамбъл в София, след това работи към Концертна дирекция. Пее в ансамбъла за македонски песни „Гоце Делчев“, прави първи записи в Радио „София“, участва във фолклорни групи при столичната концертна дирекция. По-късно десетилетия наред Илия Аргиров е солист на ансамбъл „Пирин“, от където е добре познат както в родината си така и в чужбина. По време на дългогодишната си кариера има над 200 записани песни, 8 самостоятелни албума и многобройни участия в малки плочи и сборни албуми с българска народна музика.
През 2009 г., след 15 години мълчание, на 78-годишна възраст Илия Аргиров записва последния си албум, озаглавен „Моите песни“.
Илия Аргиров почива в София на 17 ноември 2012 г.
Сред популярните песни в изпълнение на Илия Аргиров са „Де гиди луди млади години“, „Убавото Стойне“, „Лиляно моме убава“, „Три години либе“, „Писмо си Яне получи“ и много други.
Илия Аргиров има двама сина, единият от които е Димитър Аргиров, също народен певец, който продължава традицията и пее народни песни от репертоара на баща си. Димитър е и рок музикант, познат е като първия певец на група „Епизод“.

## Дискография

### Самостоятелни албуми

#### Студийни албуми
- 1969 – „Hародни песни в изпълнение на Илия Аргиров“ (LP, Балкантон – BHA 1151)
- 1978 – „Илия Аргиров“ (LP, Балкантон – ВНА 10260)
- 1981 – „30 години с песните на Илия Аргиров“ (LP, Балкантон – BHA 10776)
- 1985 – „Илия Аргиров“ (LP, Балкантон – BHA 11732)
- 1988 – „Илия Аргиров“ (MC, Балкантон – ВНМС 7246)
- 1994 – „Ой, девойче“ (MC, Старс Рекърдс)
- 1995 – „За тебе пея, майко“ (Бофиров Мюзик)
- 2009 – „Моите песни“ (CD, Double D Music – МК 54625)
- 2014 – „Илия Аргиров. Български фолклорни песни 2“ (CD, Балкантон)

#### Малки плочи, издадени от Балкантон
- 1960 – „Изпълнения на Илия Аргиров, Василка Иванова и Величка Стамболова“ – BHК 2808
- 1960 – „Народни песни в изпълнение на В. Стамболова и Илия Аргиров“ – BHK 2808
- 1962 – „Илия Аргиров. Hародни песни“ – BHK 2632
- 1971 – „Илия Аргиров“/ „Емил Димитров“ ‎– BTK 2983
- 1976 – „Илия Аргиров. Hародни песни“ – ВНМ 5725
- 1976 – „Из репертоара на ДАНПТ Пирин“ – BHK 3262
- 1979 – „Песен за якорудските партизани изпълняват Илия Аргиров и Стоянка Колева“ – BТК 3581
- 1979 – „Изпълнения на Илия Аргиров и Руска Стоименова“ – BHК 3687
- „Из репертоара на ДАНПТ Пирин“ – ВНК 3261
- „Народни песни в изпълнение на Илия Аргиров“ – BHM 5956
- „Илия Аргиров. Hародни песни“ – ВНМ 5725
- „Изпълнения на Илия Аргиров“ – BHK 2986
- „Изпълнения на Илия Аргиров“ – BHK 2987
- „Изпълнения на Илия Аргиров и Василка Иванова“ – BHM 6484
- „Песни от пиринския край“ – BHM 6494
- „Изпълнения на Илия Аргиров“ – BHM 5902
- „Народни песни в изпълнение на Илия Аргиров“ – BHM 5908
- „Дуети на солисти при ДАНПТ Пирин“ – BHM 5955
- „Пирински и Петрички народни песни“ – BHM 6491
- „Пирински народни песни“ – BHM 6495
- „Илия Аргиров, солист при ДАНПТ Пирин“ – BHM 5956
- „Изпълнения на Илия Аргиров“ – BHM 6253
- „ДАНПТ Пирин“ – ВНВ 10223

### C ансамбъл „Пирин“
- „Народни песни, хора и ръченици“ (LP, Балкантон – ВНА 196)
- 1962 – „Държавен ансамбъл за народни песни и танци „Пирин““ (LP, Балкантон – ВНА 512)
- 1971 – „Ансамбъл Пирин“ (LP, Балкантон – BHA 1321)
- 1979 – „Жива като земята“ (LP, Балкантон – BHA 10352)
- 1979 – „Гласове от Пирина“ (LP, Балкантон – BHA 10353)
- 1979 – „От чистите извори“ (LP, Балкантон – BHA 10351)
- 1984 – „Пирин – Възпев“ (LP, Балкантон – BHA 11394)
- 1987 – „С песните на Кирил Стефанов“ (LP, Балкантон – BHA 11978, ВНА 11979)
- 1988 – „The Voice Of Pirin. Bulgarian National Folk Ensemble“ (LP, Балкантон – ВНА 12782)

### Участия в сборни албуми
- „Народни песни, хора и ръченици“ (LP, Балкантон/ ДИП Радиопром – 164)
- „HOPO! (Volume II) – Bulgarian – Macedonian folk songs and dances“ (LP, Festival Records, Australia)
- „Песен от събора – Надпяване в Пирин“ (сборник) (LP, Балкантон – 305)
- „Македонски народни песни“ (сборник) (LP, Балкантон – 345)
- „Български народни песни“ (сборник) (LP, Балкантон – BHH 196)
- „Известни изпълнители на народни песни“ (LP, Балкантон – BHA 10579)
- 1960 – „Bulgarian Folk Songs and Dances“ (LP, Michael Herman: Folk Dancer, USA)
- 1961 – „АНЛ Благоевград. Български народни песни/ Български народни танци и оркестрови мелодии“ (LP, Балкантон – BHA 316)
- 1962 – „Народни песни“ (LP, Балкантон – ВНА 444)
- 1962 – „Популярни български народни песни“ (LP, Балкантон – BHA 1172)
- 1970 – „Народни песни“ (LP, Балкантон – BHA 164)
- 1973 – „Популярни народни песни, хора и ръченици (LP, Балкантон – BHA 1738)
- 1974 – „Пеят известни народни изпълнители“ (LP, Балкантон – BHA 1610)
- 1975 – „Пирински народни песни“ (LP, Балкантон – ВНА 1466)
- 1979 – „Панорама на българското музикално творчество. Избрани песни от Кирил Стефанов“ (LP, Балкантон – BHA 1300/441)
- 1982 – „Народни песни и хора. Коста Колев“ (LP, Балкантон – BHA 10822)
- 1985 – „Върхове на българската музикална култура – 3“ (LP, Балкантон – BOA 11141)
- 1986 – „Стефан Кънев. Любими народни песни и хора“ (LP, Балкантон – BHA 11875)
- 1986 – „Александър Кокарешков. Пирински песни“ (LP, Балкантон – BHA 11786/7)
- 1992 – „Балкантон представя магията на българския музикален фолклор“ (LP, Балкантон – BHA 12775)
- 1998 – „Bulgarian Folk Dances, Vol. 2“ (CD, Балкантон)
- 2000 – „The Magic of Bulgarian Folk Music, Vol.1“ (CD, Балкантон – 060062)
- 2000 – „The Pirin Folk Company with its soloists – Folk bouqet: Pirin pearls“ (CD, Балкантон)
- 2002 – „Македонски песни“ (CD, Балкантон – 060236)
- 2004 – „Гласовете на България – 2 част“ (CD, Стефкос Мюзик)
- 2004 – „Легенди от България“ (CD, Maksi Sound – MK 169191)
- 2005 – „Стефан Кънев. Ой, девойче“ (CD, Gega New – GD 298)
- 2007 – „The best Bulgarian and Macedonian traditional folk songs“ (CD, Старс Рекъдс)
- 2008 – „Коста Колев. Българско фолклорно наследство“ (CD, Gega New – GD 317)
- 2010 – „Pirin Folk Songs“ (CD, Gega New)
- 2010 – „Folk Bouquet. Pirin Pearls“ – The Pirin Folk Company (CD, Балкантон)
- 2012 – „Portrait of the Composer Alexandar Kokareshkov“ (CD, Българско национално радио)
- 2012 – „Golden Treasure: Folk Songs arranged by Bulgarian Composers, Vol. 2 (CD, Българско национално радио)
- 2012 – „Шопски народни песни Част 3“ (CD, Българско национално радио)

### Участия като гостуващ певец
- 1999 – „Македонски фолклорни напеви“ – съвместно с Любен и Весела Божкови (Унисон)
- 2009 – „Песните на баща ми“ – участие в албума на Димитър Аргиров (CD, Double D Music, МК 54280)
- 2016 – „Песните на нашите деца“ – участие в албума на Димитър Аргиров (CD, Double D Music)